# Spirorbis kronsmoorensis
Spirorbis kronsmoorensis är en ringmaskart som beskrevs av Jager 1983. Spirorbis kronsmoorensis ingår i släktet Spirorbis och familjen Serpulidae. Inga underarter finns listade i Catalogue of Life.